# Florian Rousseau
Florian Rousseau (Orleans, 3 de febrer de 1974) és un ciclista francès especialista en pista. Triple campió olímpic, també ha guanyat quinze medalles, deu d'elles d'or, en els Campionats del Món de ciclisme en pista.

## Palmarès
- 1992
  -  Campió del món júnior en Quilòmetre Contrarellotge
- 1993
  -  Campió del món en Quilòmetre
  -  Campió de França en Quilòmetre
- 1994
  -  Campió del món en Quilòmetre
  -  Campió de França en Quilòmetre
- 1995
  -  Campió de França en Velocitat
  -  Campió de França en Quilòmetre
- 1996
  -  Medalla d'or als Jocs Olímpics d'Atlanta en Quilòmetre contrarellotge
  -  Campió del món velocitat
  -  Campió de França en Velocitat
  -  Campió de França en Quilòmetre
- 1997
  -  Campió del món velocitat
  -  Campió del món velocitat per equips (amb Arnaud Tournant i Vincent Le Quellec)
  -  Campió de França en Velocitat
- 1998
  -  Campió del món velocitat
  -  Campió del món velocitat per equips (amb Arnaud Tournant i Vincent Le Quellec)
  -  Campió de França en Velocitat
  -  Campió de França en Keirin
- 1999
  -  Campió del món velocitat per equips (amb Arnaud Tournant i Laurent Gané)
- 2000
  -  Medalla d'or als Jocs Olímpics de Sydney en Keirin
  -  Medalla d'or als Jocs Olímpics de Sydney en Velocitat per equips (amb Arnaud Tournant i Laurent Gané)
  -  Medalla de plata als Jocs Olímpics de Sydney en Velocitat individual
  -  Campió del món velocitat per equips (amb Arnaud Tournant i Laurent Gané)
  -  Campió de França en Velocitat
- 2001
  -  Campió del món velocitat per equips (amb Arnaud Tournant i Laurent Gané)

### Resultats a laCopa del Món
- 1995
  - 1r a Atenes, en Velocitat per equips
- 1998
  - 1r a Berlín, en Velocitat
- 1999
  - 1r a València, en Velocitat